# Polycricus paucipes
Polycricus paucipes är en mångfotingart som först beskrevs av Chamberlin 1915.  Polycricus paucipes ingår i släktet Polycricus och familjen storjordkrypare. Inga underarter finns listade i Catalogue of Life.